# Чхонджінський металургійний завод
41°45′50.5″ пн. ш. 129°45′09.5″ сх. д. / 41.764028° пн. ш. 129.752639° сх. д.
Чхонджінський металургійниі завод (комбінат) імені Кім Чхека (кор. 김책제철연합기업소, також 김책제철련합기업소) — найбільше металургійне підприємство Північної Кореї. Розташований у місті Чхонджін на березі Японського моря. Заснований японцями у 1930 році, під час японського колоніального правління в Кореї. Після утворення КНДР названий іменем північнокорейського діяча Кім Чхека.

## Історія
Завод було засновано 1930 року японською компанією.
До утворення КНДР на 2 доменних печах заводу виплавлялося 400 т чавуну щодоби. Після війни й утворення КНДР завод не працював близько 10 років і відновив роботу у 1955 році.
У 1970-х — 1980-х роках за участі СРСР на заводі було проведено технічну реконструкцію і модернизацію. На початку 1970-х років тут було побудовано найбільшу в країні доменну піч корисним об'ємом 1500 м³, нові коксові батареї і агломераційні печі. Було побудовано також 98-кілометровий гідропровід (пульпопровід), по якому концентрат залізної руди доставляється з Мусанського родовища. За сприяння СРСР було створено комплекс нових цехів — киснево-конвертерного з установкою безперервного розливання сталі, прокатний. У другій половині 1980-х років за сприяння СРСР відбувалася друга черга з розширення виробництва для збільшення виплавки сталі з 1 млн т до 2,4 млн т і її переробки у гарячекатанний лист.
Після розпаду СРСР і втрати КНДР його допомоги завод мав проблеми у роботі.

## Сучасний стан
ЧМЗ є підприємством з повним виробничим циклом. Він має аглофабрику, 3 доменних печі, сталеварне і прокатне виробництва. Однак, точних даних про роботу заводу немає.
Завод переплавляє залізну руду Мусанського родовища, запаси якого станом на кінець 1970-х років оцінювалися у 1,3 млрд т руди з вмістом заліза 40 %. Концентрат доставляється на заводську аглофабрику по 98-км трубопроводу. За південно-корейськими даними, відомі випадки, коли трубопровід перемерзав і не міг бути використаним. У таких випадках концентрат доставляється електрифікованим залізничним транспортом, однак через брак електрики доставка може виявитися обмеженою. Домені печі працюють на антрациті, а не на коксі.
На заводі працюють близько 25 тис. осіб.